# هارولد شيندلر
هارولد شيندلر (بالإنجليزية: Harold Schindler)‏ هو مؤرخ وصحفي وكاتب أمريكي، ولد في 6 ديسمبر 1929، وتوفي في 28 ديسمبر 1998.